# Rivalta (Reggio Emilia)
Rivalta o Villa Rivalta (Rivêlta in dialetto reggiano) è una grossa frazione del comune di Reggio Emilia, posta 6 km a sud del capoluogo comunale. La villa confina con i comuni di Quattro Castella e Albinea e si estende su un'area che comprende diverse località: San Rigo, Ghiarda, Castelbaldo, il Casale di Rivalta, il centro e la zona Peep.

## Istruzione
Nella frazione di Rivalta sono presenti tre scuole dell'infanzia, tre scuola primarie, una scuola secondaria di primo grado, e l'Istituto Tecnico "Scaruffi-Levi-Città del Tricolore".

## Galleria d'immagini

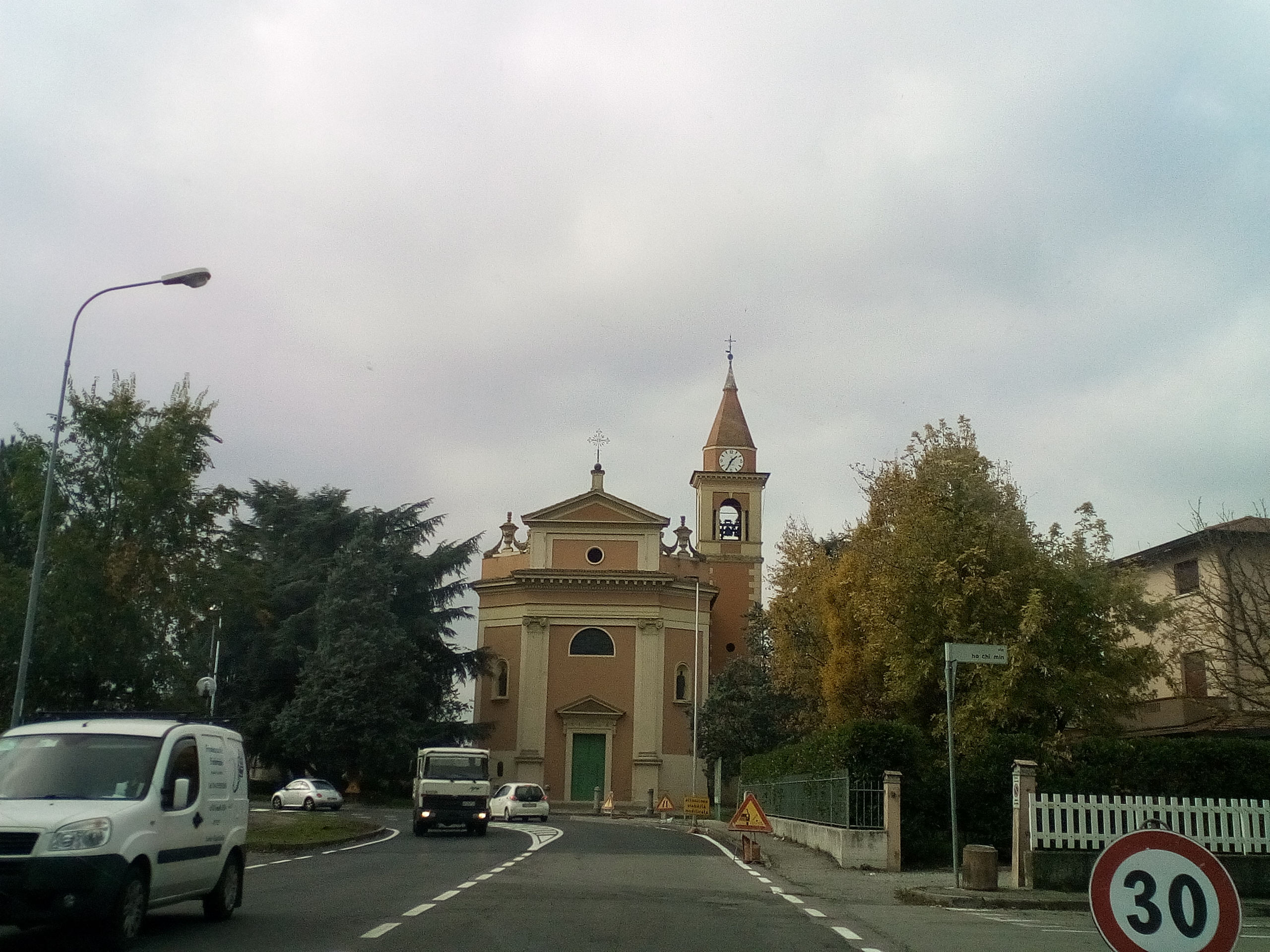
Chiesa parrocchiale di Rivalta
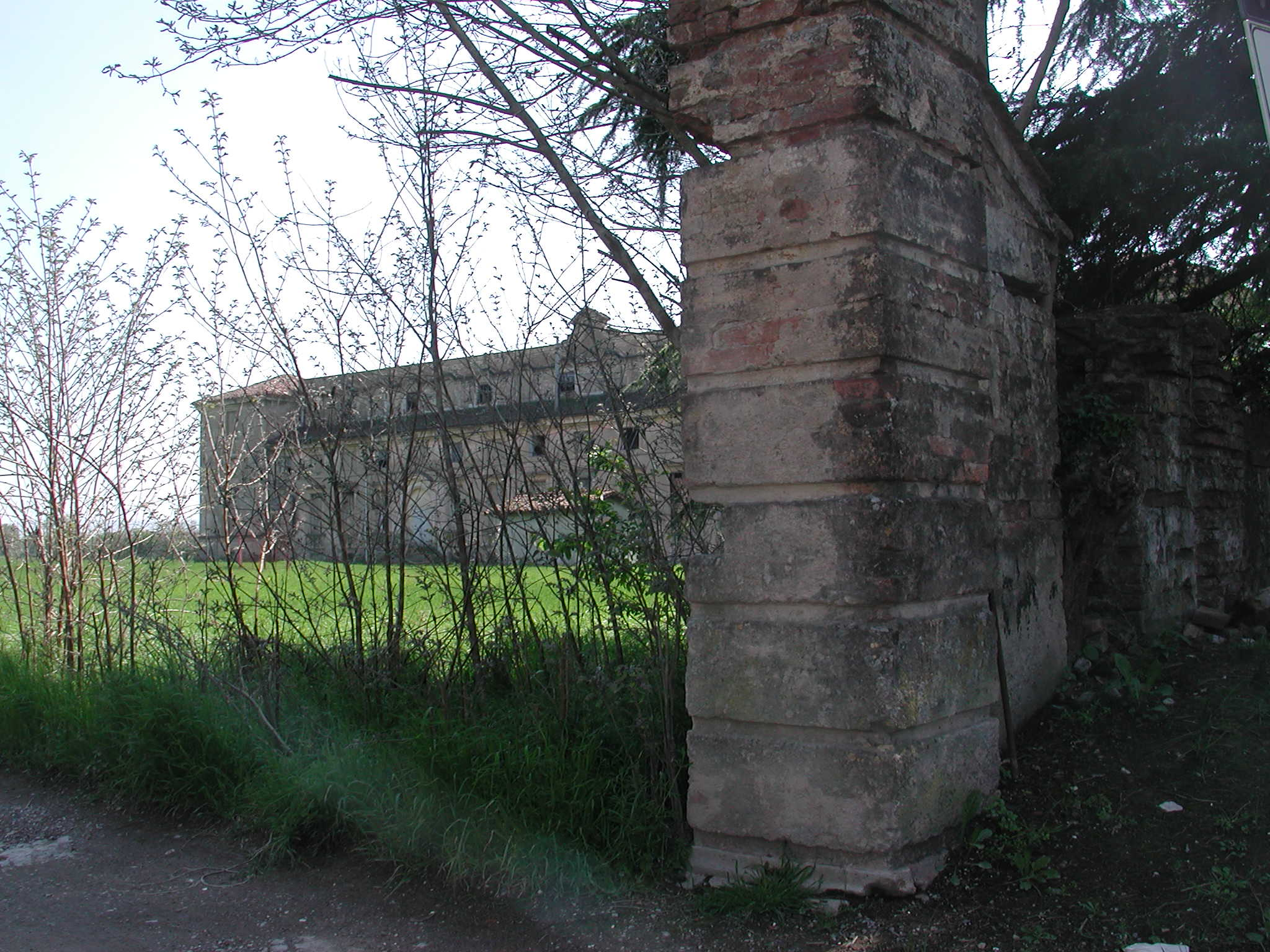
Rovine della Reggia di Rivalta
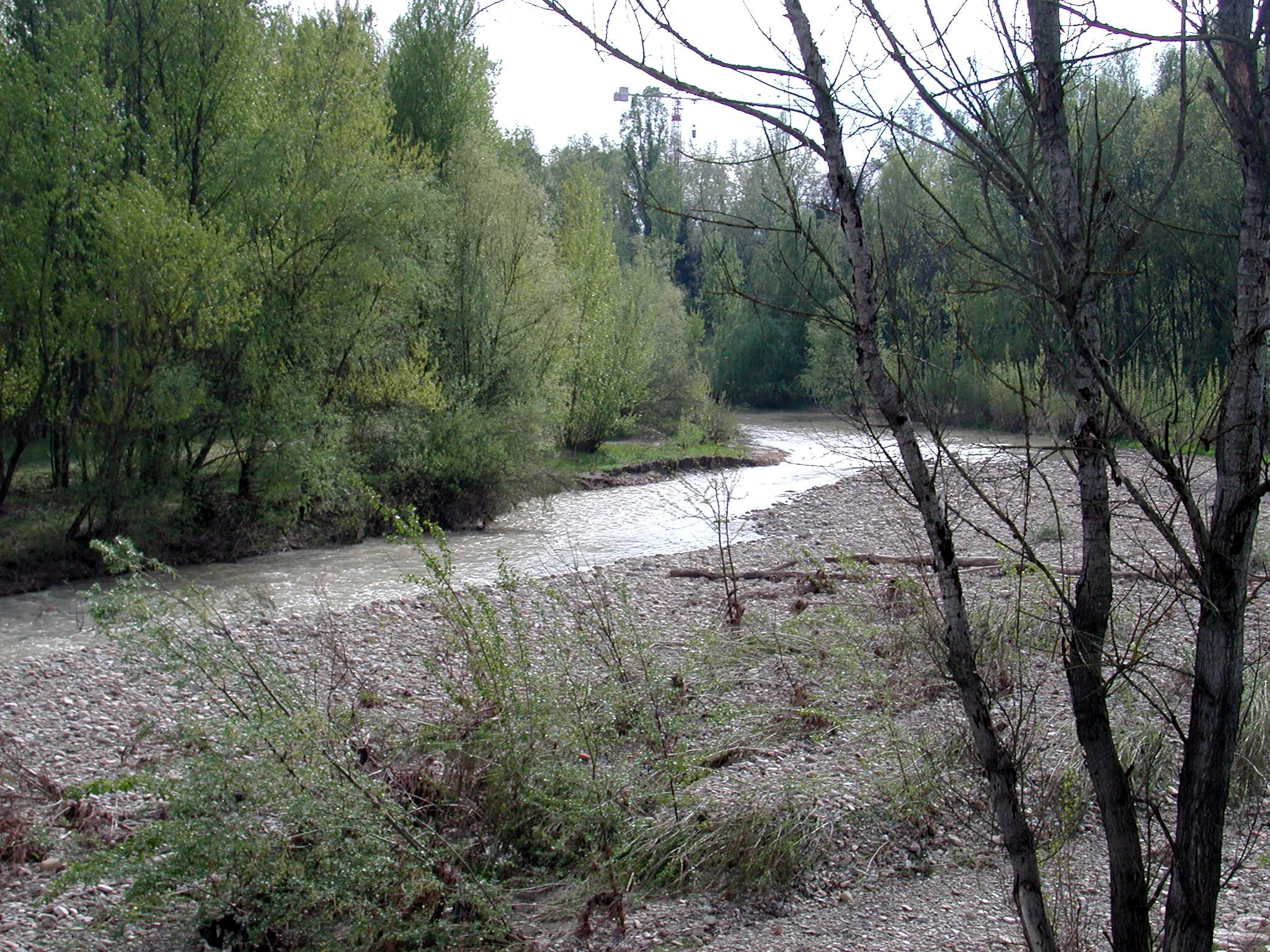
Torrente Crostolo
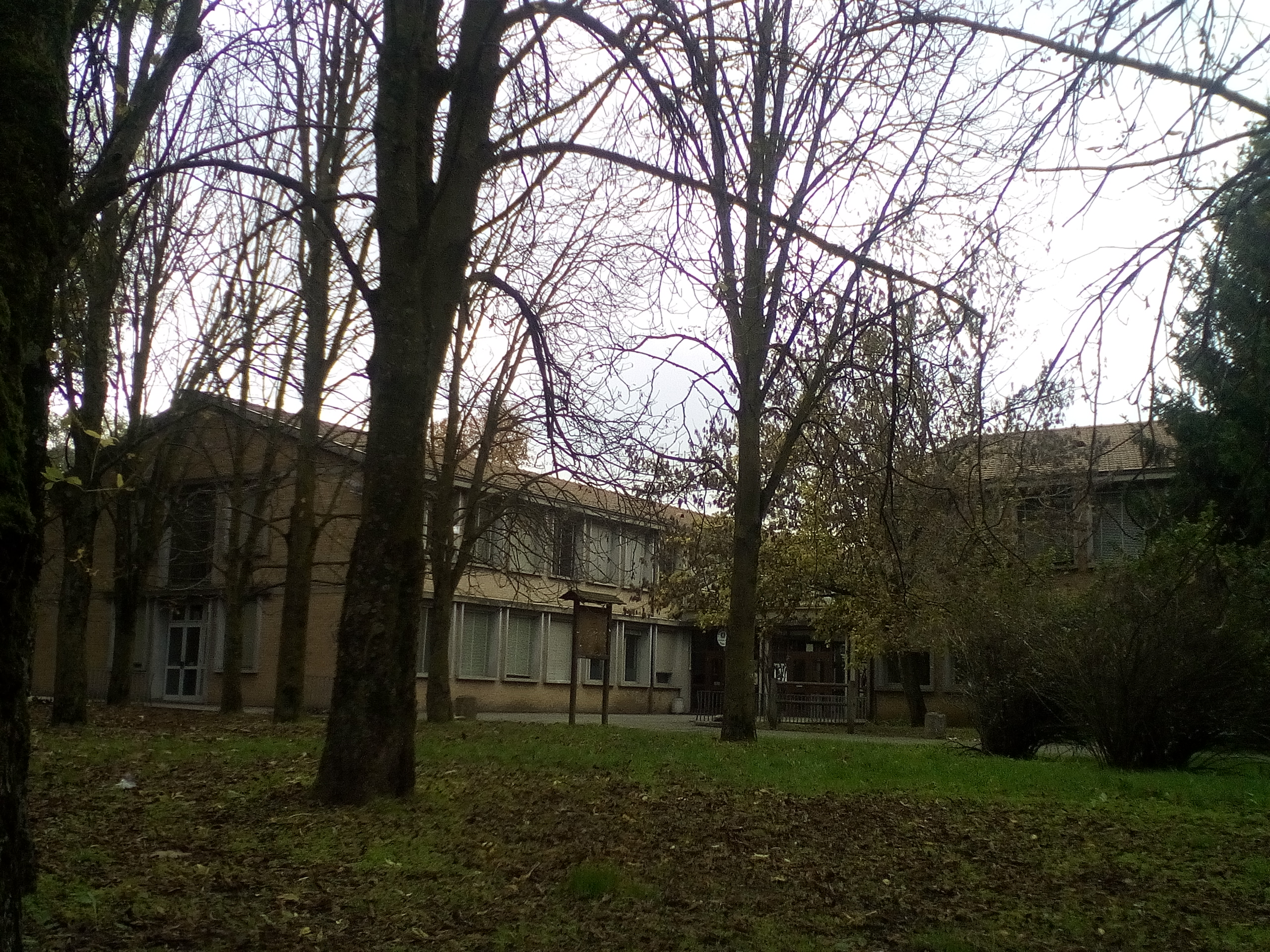
Istituto scolastico Don Pasquino Borghi
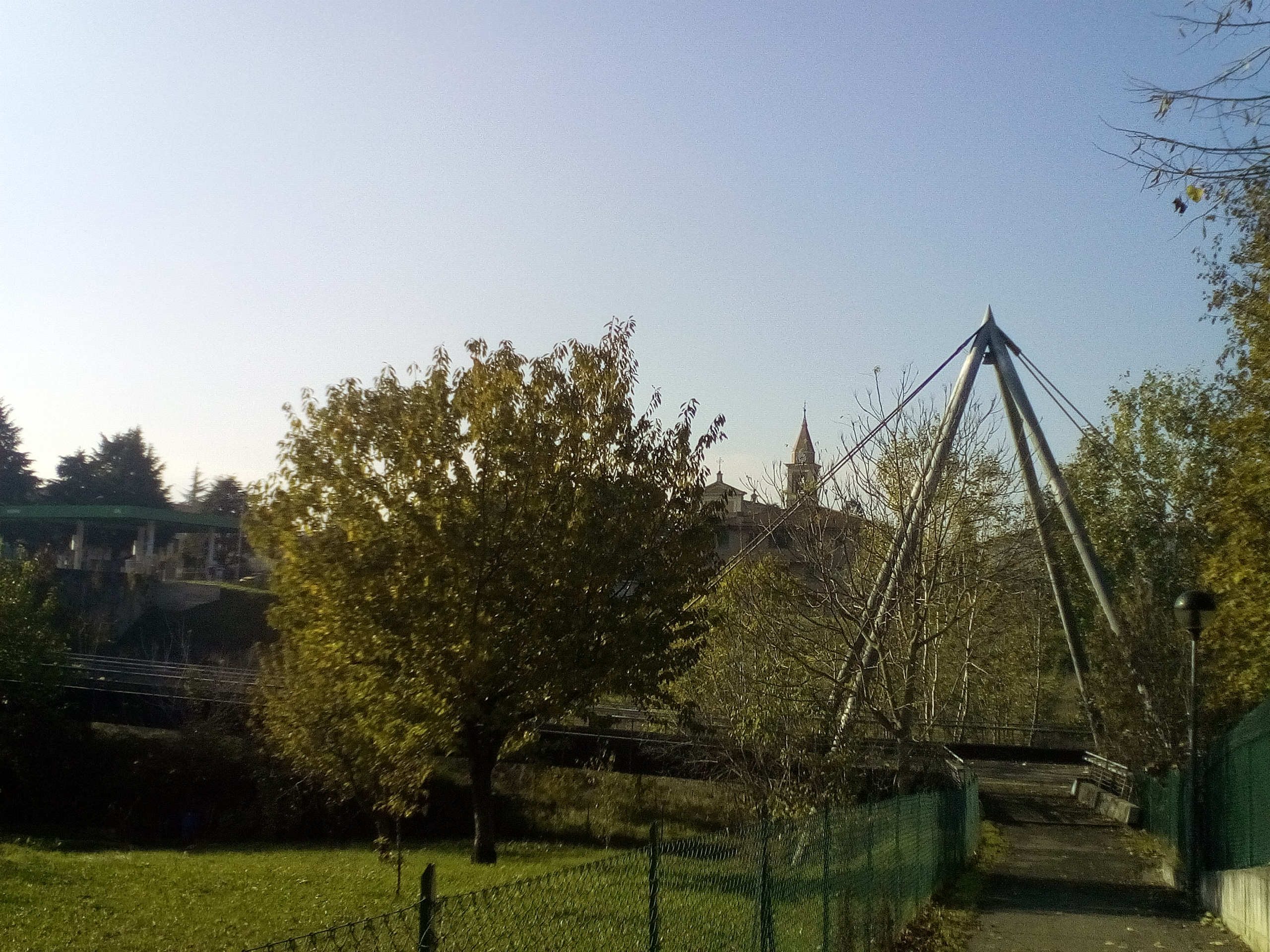
Ponte di legno
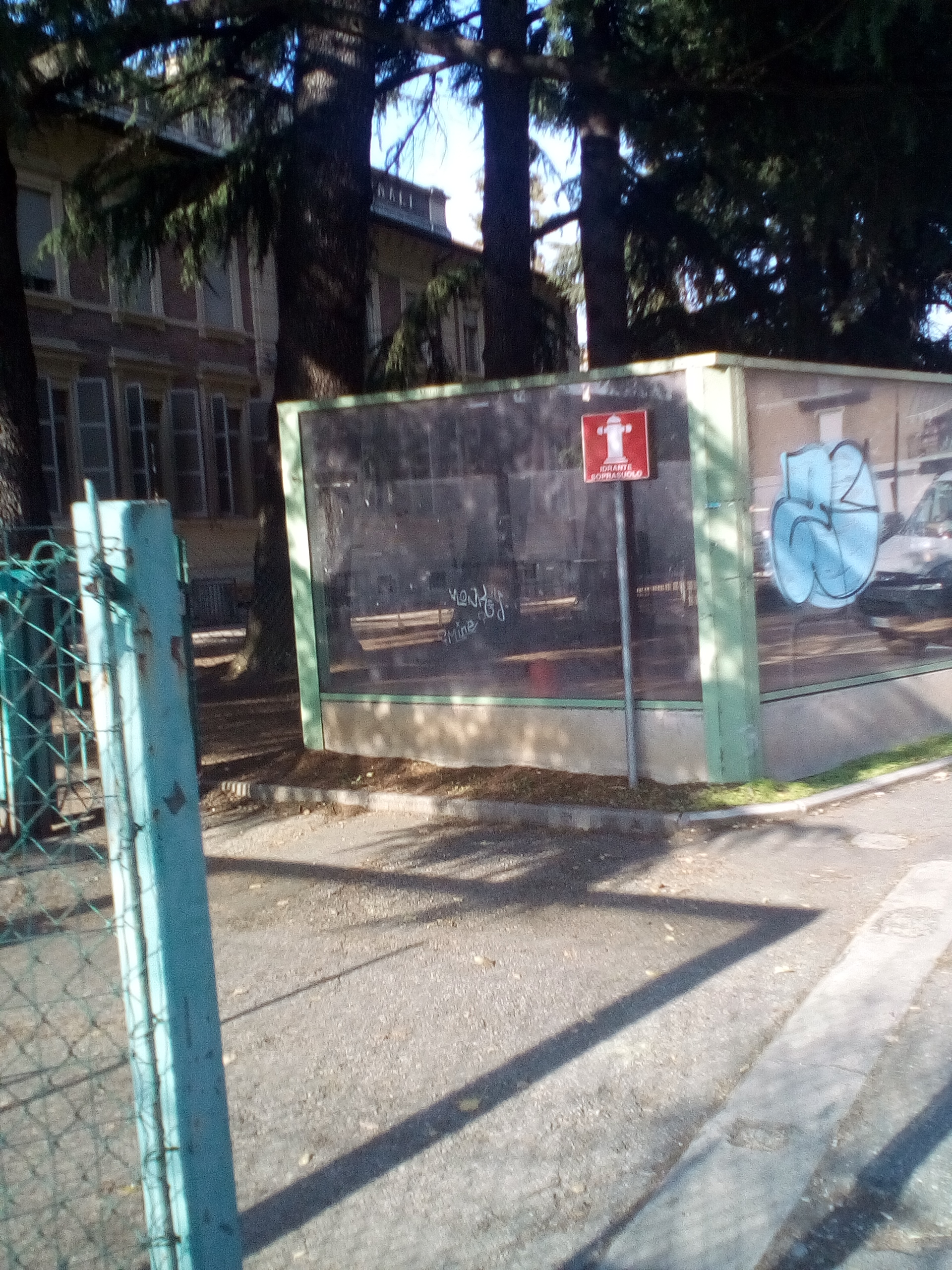
Scuola primaria
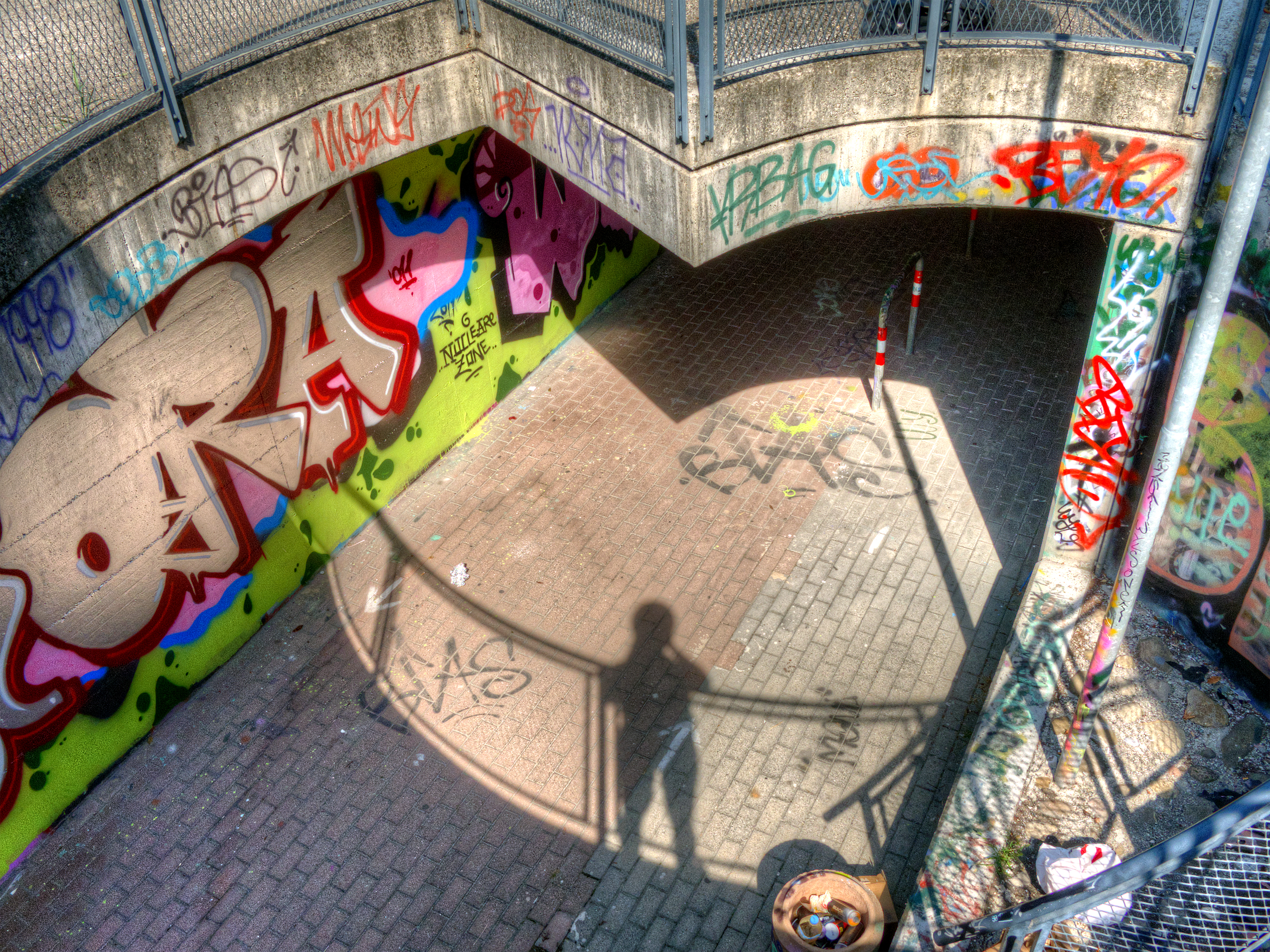
Sottopasso